# Célestin Bouglé
Célestin Charles Alfred Bouglé, född 1870 i Saint-Brieuc, död den 25 januari 1940 i Paris, var en fransk sociolog och samhällsteoretiker. 
Bouglé försökte medla mellan Émile Durkheim, Georg Simmel och Gabriel Tarde. Han hävdade att samfundsformerna, inte idéerna var det som påverkade historia, konst moral och religion.
Han är kanske mest berömd för sin Essais sur le régime des castes (1908), som behandlar det indiska kastsystemet. Bouglé var en av centralfigurerna runt tidskriften L'Année sociologique.
Bland hans övriga verk märks Les idées égalitaires (1899), Qu'est-ce que la sociologie? (1907), samt Leçons de sociologie sur l'évolution des valeurs (1922).